# 부르크할든역
부르크할든역(독일어: Burghalden)은 스위스 취리히주 리히터스빌 지자체에 있는 기차역이다. 쥐토스트반의 베덴스빌에서 아인지델른까지 가는 노선에 있으며, 취리히 S-반 노선 S13이 운행된다.